# Chendytes lawi
L'oca tuffatrice di Law, nome scientifico Chendytes lawi, era un'anatra marina incapace di volare, delle dimensioni di un'oca, comune un tempo sulle coste della California e, forse, su quelle dell'Oregon meridionale. Visse nel Pleistocene, ma sopravvisse fino all'Olocene. Sembra che si sia estinta intorno al 1800 a.C. I suoi resti sono stati ritrovati in depositi fossili, ma anche in antichi siti archeologici. Si estinse probabilmente a causa della caccia e della perdita dell'habitat.